# Женерест
Женере́ст (фр. Générest, окс. Generest) — коммуна во Франции, находится в регионе Юг — Пиренеи. Департамент — Верхние Пиренеи. Входит в состав кантона Сен-Лоран-де-Нест. Округ коммуны — Баньер-де-Бигор.
Код INSEE коммуны — 65194.

## География

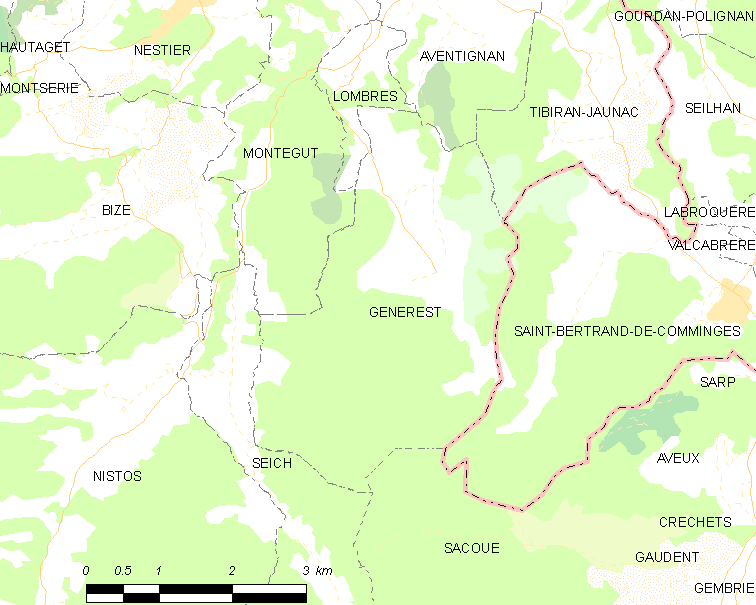
Карта коммуны

Коммуна расположена приблизительно в 670 км к югу от Парижа, в 100 км юго-западнее Тулузы, в 45 км к юго-востоку от Тарба.
Коммуна расположена в долине Барус. По территории коммуны протекает река Лариз (фр. Larise).

## Климат
Климат умеренно-океанический с солнечной тёплой погодой и обильными осадками на протяжении практически всего года.

## Население
Население коммуны на 2010 год составляло 94 человека.
| 1962 | 1968 | 1975 | 1982 | 1990 | 1999 | 2010 |
| ---- | ---- | ---- | ---- | ---- | ---- | ---- |
| 131  | 109  | 97   | 81   | 100  | 98   | 94   |

## Администрация
| Период | Период | Фамилия        | Партия | Примечания |
| ------ | ------ | -------------- | ------ | ---------- |
| 2001   | 2014   | Жильбер Вердье |        |            |
| 2014   | 2020   | Давид Перез    |        |            |

## Экономика
В 2010 году среди 68 человек трудоспособного возраста (15-64 лет) 45 были экономически активными, 23 — неактивными (показатель активности — 66,2 %, в 1999 году было 78,9 %). Из 45 активных жителей работали 42 человека (23 мужчины и 19 женщин), безработных было 3 (1 мужчина и 2 женщины). Среди 23 неактивных 8 человек были учениками или студентами, 5 — пенсионерами, 10 были неактивными по другим причинам.